# Humphrey Mitchell
Pour les articles homonymes, voir Mitchell.
Humphrey Mitchell (9 septembre 1894-1er août 1950) est un homme politique canadien de l'Ontario. Il est député fédéral travailliste de Hamilton-Est de 1931 à 1935 et député libéral de la circonscription ontarienne de Welland d'une élection partielle en 1942 à 1950.

## Biographie
Employé comme arpenteur-géomètre pour la Hamilton Hydro. Mitchell est actif dans les mouvements syndicaux de la région. Il est conseiller municipal d'Hamilton de 1929 à 1931. À la suite du décès du député conservateur George Rennie, il est approché afin de se porter candidat en tant que travailliste (Labour) dans Hamilton-Est qui comporte une grande population issue de la classe ouvrière et ayant déjà élu des représentants travailliste sur les scènes municipales et provinciales.
Alors dans l'opposition, les Libéraux ne présente aucun candidat contre Mitchell afin d'éviter la division du vote anti-conservateur et avec l'espoir qu'il se rallie ou supporte le parti de façon non officielle advenant son élection.
Élu lors de l'élection partielle, il entre fréquemment en divergence avec le groupe de députés travaillistes indépendants alors dirigé de façon informelle par J. S. Woodsworth et fait partie du Ginger Group (en). Après que Mitchell ait assisté à la réunion fondatrice du Parti social démocratique du Canada (Co-operative Commonwealth Federation) organisée dans le bureau de William Irvine (en), il refuse de se rallier au nouveau parti.
Lors de l'élection de 1935, le CCF présente un candidat contre Mitchell à l'inverse des Libéraux qui ne présente pas de candidat. Ceci ayant pour effet de diviser le vote et contribuer à l'élection du candidat conservateur malgré le vote national défavorable aux Conservateurs.
Mitchell ne se présente pas en 1940, mais suivant le décès du député libéral Arthur Damude dans Welland en 1941, Mitchell est nommé ministre du Travail dans le cabinet de William Lyon Mackenzie King et est élu peu de temps après lors d'une élection partielle en 1942. Il demeure député et ministre du Travail dans les cabinets de King et de Louis St-Laurent jusqu'à son décès en août 1950.
Ministre du Travail nommé seulement un an après l'introduction de l'assurance-chômage au Canada, il supervise la mise en œuvre et le développement rapide du programme et la mobilisation rapide de la main-d'œuvre pendant la Seconde Guerre mondiale et l'embauche généralisée des femmes dans la production pour l'effort de guerre.
Ayant certaines responsabilités liées à l'immigration avec son ministère, il a joué un rôle par la suite controversé dans la déportation et l'internement des Japonais-canadiens durant la guerre.